# 日池堂
日池堂，也称“日字塘老居”，位于中国江西省抚州市宜黄县棠阴镇下街西巷，属于罗氏家族。
日池堂因天井中前半部的长方形池塘形如“日”字而得名。
古宅的整体布局一进两出，分前后两厅，五开间格局，以天井分开。厅堂居于宅子的中央位置，占地面积较大，卧房位于左右，小巧玲珑，方便保暖。
日池堂的前厅明显高于后厅，堂外又高于堂内，形成奇特的外高内低的地形，被称为“举步出书堂”，寓意“出门步步高升”。
日池堂为典型的明代风格，梁木用料硕大，月梁的曲率较大。

## 保护
2006年1月，日池堂公布为抚州市文物保护单位。